# Canal Kuma-Manych
O canal Kuma-Manych (em russo:  Кумо–Манычский канал) é um canal para irrigação que liga o rio Manych e o rio Kuma, na Calmúquia, Rússia (krai de Stavropol). O canal foi completado em 1965, e corre ao longo da depressão Kuma–Manych.